# Georg Brütting
Georg Brütting (* 27. April 1913 in Stuttgart; † 7. August 1997 in Coburg) war ein deutscher Autor, Pilot, Volksschulrektor und von 1970 bis 1972 Dritter Bürgermeister (FDP) von Coburg. Er schrieb als Kriegsberichterstatter auch für die NS-Kriegspropaganda und veröffentlichte nach dem Zweiten Weltkrieg Publikationen zur Luftfahrt.

## Leben
Brütting absolvierte von 1927 bis 1933 eine Ausbildung zum Lehrer. Im Zweiten Weltkrieg war er von 1939 bis 1945 als Kriegsberichterstatter tätig, er publizierte daneben Bücher über den Segelflug, die in mehreren Auflagen erschienen. In der von der Wehrbetreuung der Luftwaffe zu Propagandazwecken herausgegebene Buchreihe Adler-Bücherei veröffentlichte er 1943 Das Echo von der Rhön und Wagnis am Himmel.
An diese Publikationen knüpfte er nach Kriegsende an. Nach 1945 gab er mit der Weltluftfahrt die erste deutsche Flugzeitschrift nach dem Zweiten Weltkrieg heraus und gehörte neben Oskar-Heinrich Bär zu den Mitbegründern des Deutschen Aero-Clubs, dessen Präsident er 1977–1983 war. 1958 gewannen er und Edgar Dittmar beim Deutschlandflug eine Piper J 3 C. Nach dem Tode Peter Supfs führte er dessen Arbeit an Das Buch der deutschen Fluggeschichte: Die große Zeit der deutschen Luftfahrt bis 1945 weiter und vollendete den dritten Band. Die ersten beiden Bände erschienen bereits 1935 mit einem Vorwort von Hermann Göring und wurden 1956 und 1958 vom Drei Brunnen Verlag in leicht veränderter Form neu aufgelegt.
Mit seiner Frau Gretl, geb. Baumgardt, hatte er den Sohn Rolf, der Studiendirektor wurde. Er selbst war von 1960 bis 1975 Rektor in Coburg.

## Ehrungen
- Eisernes Kreuz, zunächst II. Klasse, dann I. Klasse[2]
- 1980: Verdienstkreuz 1. Klasse der Bundesrepublik Deutschland
- 1985: Großes Verdienstkreuz der Bundesrepublik Deutschland

## Nachlass
- Ein Nachlass im Umfang von 4 lfdM. bzw. 76 AE befindet sich im Staatsarchiv Coburg.

## Veröffentlichungen (Auswahl)
- Segelflug und Segelflieger; Knorr & Hirth, 1935. Digitalisat
- Segelflug erobert die Welt; Knorr & Hirth, mehrere erweiterte Auflagen: 1940, 1941, 1942, 1944.
- Segelflug erobert die Welt; Copress-Verlag, München, 1961.
- mit Peter Supf: Das Buch der deutschen Fluggeschichte: Die große Zeit der deutschen Luftfahrt bis 1945, Band 1 + Band 2, Drei Brunnen Verlag.
- Das Buch der deutschen Fluggeschichte: Die große Zeit der deutschen Luftfahrt bis 1945; Band 3, Drei Brunnen Verlag, 1979.
- Das waren die deutschen Kampfflieger-Asse; Motor-Buch Verlag, 1974.
- Die Geschichte des Segelfluges: 60 Jahre Wasserkuppe; Motor-Buch Verlag, 1977.
- mit Walter Stender: Handbuch für den Motorflieger; Kosmos Verlag, 1979.
- mit Rainer Hüls, Alexander Willberg: Die berühmtesten Segelflugzeuge der Welt; Motor-Buch Verlag, 2009.
- Das waren die deutschen Stuka-Asse 1939–1945 Motor-Buch Verlag, 1976, ISBN 3-87943-433-6.